# Wenzel Elektronik GmbH
Wenzel Elektronik GmbH is sinds 1954 producent van telecommunicatieapperatuur. Het bedrijf richt zich op bedrijfstelecommunicatie, GSM-Rail, geluidsapparatuur, bewakingscamera's, intercomsystemen en telebediening en richt zich op de markt van spoorwegondernemingen en openbaarvervoerbedrijven.
Het bedrijf is gevestigd in Pinneberg, Duitsland.